# Coli Saco
Coli Saco (Créteil, Île-de-France, Francia, 15 de mayo de 2002) es un futbolista franco-maliense. Juega de centrocampista y su club actual es el S. S. C. Bari de la Serie B de Italia.

## Trayectoria
Nacido en Créteil, Saco se unió al sector juvenil de Le Havre en 2017, a la edad de 15 años, antes de trasladarse al Sochaux un año después. Progresó a través de las filas juveniles de este club, participando en la Copa Gambardella 2019-20, donde los Lionceaux llegaron a los octavos de final antes de que la competición fuera cancelada debido a la emergencia causada por la pandemia de COVID-19.
En octubre de 2020, Saco ingresó a la academia del Milan italiano; sin embargo, fue liberado después de solo una temporada, ya que no logró integrarse de manera consistente en el equipo sub-19. En septiembre de 2021, se unió oficialmente al Napoli después de una prueba exitosa.
Habiendo impresionado con sus actuaciones para el equipo sub-19, durante la temporada 2021-22 Saco comenzó a entrenar con el primer equipo napolitano, bajo el mando del entrenador Luciano Spalletti. El centrocampista recibió originalmente su primera convocatoria oficial para el equipo senior para un partido de la Serie A contra la Juventus de Turín el 6 de enero de 2022; sin embargo, después de dar positivo por COVID-19, tuvo que retirarse del equipo para ese partido.
El 15 de julio de 2022, Saco se unió al Pro Vercelli, equipo de la Serie C, siendo cedido por una temporada. Luego hizo su debut profesional con el club el 3 de septiembre, comenzando y jugando 90 minutos en una victoria de liga por 1:0 contra Padova. El 5 de noviembre, marcó su primer gol profesional en una derrota de liga por 3-1 contra AlbinoLeffe.
El 1 de septiembre de 2023, Saco pasó a otro club de la Serie C, Ancona, en calidad de cedido por el resto de la temporada. En el club "dorio" logró marcar 7 tantos en 32 presencias.
El 30 de agosto de 2024 fue cedido de nuevo, esta vez al Bari de la Serie B.

## Selección nacional
En junio de 2023, Saco fue incluido en la lista final de la selección sub-23 de Malí para la Copa Africana de Naciones Sub-23 de 2023, organizada en Marruecos, donde las Águilas terminaron en tercer lugar y se clasificaron para los Juegos Olímpicos de París 2024, donde las fueron eliminados en la fase de grupo.

## Estilo de juego
Saco es un centrocampista zurdo, principalmente conocido por sus atributos físicos, que le permiten ganar muchos cabezazos y mantener la posesión. A pesar de su ritmo lento, ha demostrado tener buenas habilidades para leer el juego y encontrar oportunidades de gol, gracias a su movimiento sin balón y su capacidad de remate de cabeza. También ha sido destacado por su visión y su destreza en los pases de larga distancia.
Aunque ha sido comparado con André-Frank Zambo Anguissa, Saco citó a Paul Pogba y Yaya Touré como sus principales fuentes de inspiración.

## Clubes
| Club                        | País   | Año         |
| --------------------------- | ------ | ----------- |
| F. C. Pro Vercelli (cedido) | Italia | 2022 - 2023 |
| U. S. Ancona (cedido)       | Italia | 2023 - 2024 |
| S. S. C. Bari (cedido)      | Italia | 2024 -      |